# Balacra punctata
Balacra punctata är en fjärilsart som beskrevs av Abel Dufrane 1945. Balacra punctata ingår i släktet Balacra och familjen björnspinnare. Inga underarter finns listade i Catalogue of Life.